# Баня Ковиляча
Баня Ковиляча (на сръбски: Banja Koviljača) е град в Сърбия, Мачвански окръг.
Пощенският му код е 15316, телефонният е 015, а МПС кодът е LO.
Намира се на 137 км от Белград в Западна Сърбия в близост до река Дрина. Населението му е 5151 жители (2011 г.).